# Martin Pošta (producent)
Martin Pošta (* 30. června 1979 Záhřeb, Chorvatsko) je český filmový producent a kulturní manažer. Je zakladatelem či spoluzakladatelem několika významných kulturních projektů, mimo jiné Signal Festivalu, mezinárodního studentského filmového festivalu Fresh Film Fest, a designérské přehlídky designSUPERMARKET. V oblasti kultury působí od 90. let a stojí za řadou iniciativ propojujících film, výtvarné umění a nejnovější technologie.

## Studia
Vystudoval Gymnázium Na Pražačce v Praze a v průběhu studia dostal stipendium od Open Society Fondu na roční studijní pobyt na Albuquerque Academy v Novém Mexiku v USA. Pokračoval na Vysoké škole ekonomické v Praze, obor mezinárodní obchod a Filmové a televizní fakultě na Akademii múzických umění v Praze v oboru filmová a televizní produkce. V roce 2017 byl přijat do prestižního tříletého programu DeVos Institutu při Univerzitě v Marylandu, který je zaměřený na management v umění.

## Kariéra
Po studiu několik let pracoval pro  Mezinárodní filmový festival Karlovy Vary. V roce 2004 pak pod hlavičkou své produkční společnosti Fresh Films založil Fresh Film Fest, festival filmových debutů zaměřený na mladé tvůrce a studenty. Prostřednictvím Fresh Films také produkoval několik celovečerních filmů a dokumentů; k nejznámějším patří dokument Česká RAPublika  mapující českou hip-hopovou scénu. Tento film získal na filmovém festivalu Finále Plzeň cenu za nejlepší dokument roku.  Podílel se i na vzniku celovečerního animovaného filmu Myši patří do nebe (2021) podle knihy Ivy Procházkové.
Mezi další projekty, na nichž  spolupracoval, patří designSUPERMARKET -– mezinárodní prodejní festival současného autorského designu, který se konal v Praze v letech 2007 až 2016. V letech 2010–2016  působil jako producent tohoto festivalu zaměřeného na prezentaci začínajících designérů.
V letech 2008–2010 zastával Martin Pošta pozici šéfredaktora internetového portálu televize Nova. Po odchodu z TV Nova se začal věnovat oblasti digitálního umění – stal se producentem nově vzniklé audiovizuální umělecké skupiny The Macula (známé též pod názvem  Hyperbinary), kterou spoluzaložili tvůrci Amar Mulabegovič a Jan Šíma. S tímto týmem se podílel na tvorbě unikátních videomappingových a světelných instalací po celém světě. V roce 2010 například produkčně zajišťoval videomapping k 600. výročí Pražského orloje na Staroměstské radnici. Úspěch této spektakulární projekce se stal inspirací k uspořádání samostatného festivalu světelného umění v Praze.
V roce 2013 spolu s kurátorem Janem K. Rolníkem a výtvarníkem Amarem Mulabegovićem založil v Praze festival světla Signal, který se během několika let rozrostl v nejnavštěvovanější kulturní akci v České republice – například čtvrtý ročník v roce 2016 přilákal téměř 580 tisíc návštěvníků. Od svého vzniku do roku 2024 festival zaznamenal kumulovanou účast více než 5 milionů diváků. Martin Pošta působí jako ředitel tohoto festivalu od jeho založení.
Martin Pošta je také aktivní na mezinárodním poli. V roce 2012 se podílel na vzniku mezinárodní organizace International Light Festival Organisation  (ILO), sdružující světelné festivaly, a v letech 2016–2019 byl prezidentem této organizace. Dále se věnuje kurátorské činnosti v rámci zahraničních projektů: působil jako kurátor festivalu světla Spotlight v Bukurešti a akce Lux Helsinki ve Finsku a spolupracoval na světelném projektu Lux Doral v Miami v USA. V současné době[kdy?] se spolupodílí na kurátorském vedení nových festivalů světla také v Hongkongu a Rijádu.